# Sten von Malmborg
Sten Otto Robert von Malmborg, född 11 januari 1901 i Gävle, död 10 mars 1998, var en svensk läroverkslektor. 
Han var son till major Otto von Malmborg och Inga von Malmborg samt dotterson till Robert Schough. Efter studentexamen vid Gävle högre allmänna läroverk 1919 blev von Malmborg filosofie magister vid Uppsala universitet 1931 och filosofie licentiat där 1937. Han gjorde provår i Uppsala 1938, tjänstgjorde nio terminer som extra adjunkt vid olika läroverk, blev e.o. adjunkt vid Kiruna samrealskola 1943, adjunkt vid Söderhamns samrealskola 1946 och lektor i biologi och kemi vid Söderhamns högre allmänna läroverk 1954. Han skrev Ein saprophytisches Lebermoos (i Annales Bryologici 6:122, 1933), i vilken han beskrev huldremossan (Aneura mirabilis). Han ligger begravd på Norra begravningsplatsen i Stockholm.